# Daniel Caligiuri
Daniel Caligiuri (* 15. ledna 1988 Villingen-Schwenningen) je německo-italský profesionální fotbalista, který hraje na pozici křídelníka za německý klub FC Augsburg.
Jeho starším bratrem je fotbalista Marco Caligiuri.

## Klubová kariéra
V mládeži hrál v týmech BSV 07 Schwenningen a SV Zimmern a od roku 2005 v SC Freiburg, v jehož dresu později debutoval v profesionální kopané. V červenci 2013 přestoupil do VfL Wolfsburg. S VfL vyhrál v sezóně 2014/15 DFB-Pokal a na začátku sezóny 2015/16 DFL-Supercup.